# Erannis umbraria
Erannis umbraria är en fjärilsart som beskrevs av Scholz 1947. Erannis umbraria ingår i släktet Erannis och familjen mätare. Inga underarter finns listade i Catalogue of Life.